# Bröd och choklad
Bröd och choklad (italienska: Pane e cioccolata) är en italiensk dramakomedi från 1974 i regi av Franco Brusati.

## Utmärkelser
Filmen vann David di Donatello för bästa film 1974.

## Rollista i urval
- Nino Manfredi - Nino Garofalo
- Anna Karina - Elena
- Paolo Turco - Gianni
- Johnny Dorelli - industrimannen
- Ugo D'Alessio - den gamle
- Geoffrey Copleston - Boegli
- Gianfranco Barra - turken
- Max Delys - Renzo